# Babuza
Le babuza (ou favorlang, jaborlang, poavosa) est une des langues aborigènes de Taïwan.
Le nombre de ses locuteurs n'était plus que de 3 ou 4 en 2000.
Les Babuza habitent la partie centrale du littoral occidental de l'île et son arrière-pays, autour des fleuves Tatu et Choshui. Ils sont sinisés et moins de 10 % d'entre eux ont une connaissance de la langue, qui n'est pratiquée qu'au foyer. Le babuza est donc une langue presque éteinte.
Le babuza est une langue austronésienne, classé dans le groupe des langues occidentales des plaines.